# Germán Cueto
Germán Gutiérrez Cueto (Ciudad de México, 9 de febrero de 1893-14 de febrero de 1975) fue un pintor, escultor, diseñador de títeres, y titiritero mexicano. A partir de 1968 formó parte de la Academia de Artes siendo uno de sus miembros fundadores.

## Biografía

### Los primeros años
Entró a la escuela preparatoria para estudiar Química en 1910, pero los movimientos revolucionarios en México no permitieron que los concluyera, por lo que en 1912 trabajó en diferentes empleos como oficinista, aunque no concluyó sus estudios, este paso por la universidad le fue muy útil debido a sus experimentos a lo largo de toda su vida con distintos materiales. La muerte de su padre en 1916 lo llevó a trasladarse a España con el propósito de estudiar Filosofía y Letras pero no lo llevó a cabo. También en ese mismo año conoció a su prima hermana, María Gutiérrez Blanchard quien lo introdujo al arte moderno y de las vanguardias como el cubismo. Cueto regresó a México en 1918 con la idea de ser escultor, por lo que se inscribió en la Academia de Bellas Artes de San Carlos, aunque no permaneció mucho tiempo allí. En 1919 se casó con Dolores Velásquez Rivas, conocida como Lola Cueto, una artista que conoció en San Carlos y con la cual tuvo tres hijos, Ana María, Mireya y Jorge. En 1922, gracias a política cultural de José Vasconcelos, Cueto firmó la “Declaración social, política y estética” que fue escrita por Siqueiros para el Sindicato de Trabajadores Técnicos, Pintores y Escultores.

### Movimiento estridentista
En 1922 la casa-taller del artista –un cobertizo donde Cueto hacía todo tipo de producciones, como máscaras que modelaba con barro–, estaba abierta a diversos artistas amigos de la pareja, y por eso se convirtió en cuartel general de las reuniones de los estridentistas. En 1924 en el Café de Nadie figuran algunas máscaras de Cueto, pero formalmente realizó su primera exposición de máscaras en 1926. El movimiento estridentista terminó en 1927.

### Estancia en París y regreso a México
Los Cueto se instalaron en París en 1927. En 1928 Germán List Arzuribe reúne un librito de los comentarios suscitados en México donde incluye imágenes de las producciones artísticas de Cueto y después le anexa opiniones. En 1929 expuso en la Salle de la Renaissance y Lola Cueto por su parte, también lo hizo. En Montparnasse presentó cuatro obras, dos máscaras y dos esculturas en la exposición del 23 de abril de 1930. En París, en el Salón de Surindependants en 1931 exhibió nueve esculturas. La crisis económica que llegó a Europa y la muerte de su prima, María Blanchard, en 1932, fueron los detonantes que hicieron que la familia Cueto se trasladara a México. En 1933 Torres-García invitó a Cueto a formar parte y exponer con el Grupo de Arte Constructivo. Cueto se incorporó a la Liga de Escritores y Artistas Revolucionarios fundada en 1934.
En 1937 el periódico Izquierdas volvió a publicar la Comedia sin solución. Entre 1941-45 realizó dibujos abstractos. En 1944 realizó una obra de Geometría aplicada. En 1947 decidió no volver a participar en ningún concurso porque fue rechazado en los concursos para monumentos en México. Más tarde para el ballet Planos-Danza de Revueltas, en 1949 realizó una obra abstracta.

### Última etapa
Durante varios años tuvo contacto con artistas de otros países que llegaron a México: en 1949 con Mathias Goeritz, el cual tenía un Museo Experimental El Eco de arte interdisciplinario; Karl Otto en 1952 que dirigió la revista Meta y en 1953 con el escultor Henry Moore que visitó a Cueto para hacer croquis de las obras de su taller.
En diciembre de 1954 expuso en la Svensk-Franska Konstgalleriet de Estocolmo, y más tarde, en enero de 1955, en la galería Aveny de Göteborg. En 1955-56, expuso en México sus nuevas obras: cerámicas en la galería Proteo, y esmaltes y esculturas en las galerías Excelsior. En 1960 fue nombrado profesor de metal esmaltado en la Escuela de Artesanos en la Ciudadela. En ese mismo año el Instituto Francés de América Latina presenta Pinturas, esmaltes, esculturas de Germán Cueto.
En 1964 fue reconocida su obra en la segunda Bienal de Escultura de México, en la cual su obra recibió una mención honorífica. En 1965 hubo una exposición de homenaje a Cueto en el recién estrenado Museo de Arte Moderno de México. En 1967-68 fue coronado en la tercera Bienal de la Escultura por su bronce Circunvolución. Trabajó en El Sagitario, escultura monumental de plomo y armazón de hierro para las Torres de Mixcoac, Lomas de Plateros y el comité de los Juegos Olímpicos le encargó el Corredor para la Ciudad Universitaria de México. En 1970 tuvo que disminuir su actividad artística porque comenzó a sentirse enfermo. Germán Cueto murió el 14 de febrero de 1975 en México.

## Producción artística
Germán Cueto trabajó con un amplio número de materiales, en distintos formatos, soportes y técnicas, en un proceso de experimentación constante que lo llevó por el teatro guiñol, la escultura monumental, las máscaras, la pintura, la obra de teatro y el dibujo. Entre los materiales que empleó se encuentran las planchas metálicas, aluminio, papel, alambre, vidrio, plástico, latón, piedra, hormigón, cable eléctrico y lápiz de color.
En 1922 se vinculó con el movimiento estridentista, el cual abogaba por la ruptura con los valores tradicionales, rechazaba el modernismo y el academicismo, proponiendo una fusión entre el arte y la vida cotidiana que estuviera acorde con la experiencia de la modernidad y la vida en la urbe. Durante esta etapa, destacan las máscaras elaboradas con yeso y cartón que retratan los gestos y rasgos de los miembros estridentistas, así como esculturas cuya tendencia hacia la abstracción se asocia a la estética estridentista y anticipa una característica que será constante en su obra escultórica. Algunas de sus máscaras fueron exhibidas durante la Primera Tarde del Movimiento Estridentista, el 12 de abril de 1924 en el Café Europa, ubicado en la avenida Jalisco (hoy Álvaro Obregón).
En 1926 Manuel Maples Arce, líder del movimiento, fue designado juez de primera instancia en Veracruz. Con ello, Maples Arce volvió a su estado natal e invitó a los otros miembros del movimiento a mudarse para allá, donde recibirían el apoyo de Heriberto Jara, gobernador del estado. Durante su estancia en Xalapa, Germán Cueto escribió la obra de teatro Comedia sin solución (1927), publicada en la revista Horizonte a cargo de Germán List Arzubide. En septiembre de 1927 Heriberto Jara fue destituido de su cargo, por lo que el movimiento se disolvió y Germán Cueto decidió viajar con su familia a Europa, donde permanecería hasta 1932.
París fue su lugar de residencia en esos años. Su prima, María Blanchard, lo puso en contacto con la escena artística parisina y fue así como Cueto se vinculó con diferentes artistas y críticos del momento como André Lhote, Constantin Brâncuşi, André Salmon, Angelina Beloff, Joaquín Torres García, Carlos Mérida, Luis Cardoza y Aragón, José de Creeft, Pablo Gargallo y Julio González, quienes tendrían fuerte influencia en su trabajo. En ese entorno surgió el grupo “Cercle et Carré”, fundado por Joaquín Torres García y Michel Seuphor, al que Germán Cueto se adhirió, junto con Kandinsky, Le Corbusier y Mondrian, entre otros. En este periodo, la escultura de Cueto se nutrió de las ideas abstraccionistas en boga, así como de la construcción por planos, rasgo presente también en la obra de Pablo Gargallo y Julio González.
A su regreso a México en 1932, Cueto se encontró con que la estética imperante –el nacionalismo artístico– era muy distinta al vanguardismo parisino. Sin embargo, continuó con la experimentación escultórica y participó en el concurso para el monumento a la Revolución, en el que Carlos Obregón Santacilia resultó ganador. 
Su obra tomó nuevos rumbos con los encargos de máscaras para teatro que tuvo en esos años, gracias a su amistad con Silvestre Revueltas. 
Hacia la década de los cincuenta y sesenta, Cueto realizó cerámicas, esmaltes y esculturas monumentales para las Torres de Mixcoac, Lomas de Plateros y el Corredor de la Amistad, esta última comisionada por el Comité Olímpico en 1968, ubicada frente al Estadio de Ciudad Universitaria.
Su obra muestra el profundo interés de Cueto en el arte popular y las técnicas locales, como el uso del cartón y el alambre; a su vez incorpora las influencias internacionales que adquirió durante sus viajes.

### Escultura
Sus años de formación en la escultura –además de una breve estancia en la Academia de San Carlos– se dieron como ayudante del artista Ignacio Asúnsolo, durante la realización de las esculturas para el patio de la Secretaría de Educación Pública, comisionadas por José Vasconcelos.
 

La investigadora Teresa Bosch Romeu destaca que Germán Cueto: 
Fue uno de los pioneros en el uso de planchas metálicas recortadas con las que elaboraba figuras antropomórficas, en las que el espacio vacío se convertía en elemento fundamental de la composición. A través de un juego de curvas y planos creaba en efecto espacios vacíos, cambiantes, dinámicos a medida que el espectador se mueve alrededor de la escultura. El aire pasaba a formar parte de la obra.
De este modo, Cueto dio vida a esculturas como Circunvolución en forma de cabeza (1967), pieza elaborada en bronce cuya silueta se compone de amplias curvas que se presentan en tres planos de profundidad y parecen cerrarse sobre sí mismas, albergando orificios, huecos, perforaciones donde circula el aire, dotando de una ligereza que contrasta con la solidez del bronce. Este mismo efecto se presenta en El nahual (1947-1948), elaborado con alambre y chaquira, materiales que, mediante nudos, vueltas y uniones constituyen el cuerpo del personaje. El tema elegido por Cueto en este caso, da cuenta de su interés por la cultura prehispánica, los mitos y leyendas populares y la coexistencia de tradiciones estéticas diversas en su creación artística.

### Máscaras
La máscara es uno de los recursos expresivos a los que Germán Cueto más recurrió durante su proceso de experimentación. Forma parte de la visión lúdica que está presente en su obra y comparte con el estridentismo, así como con las vanguardias internacionales. En palabras de Teresa Bosch Romeu: "Con la confección de máscaras, Cueto clausura el ámbito de la inhibición e inaugura el gran teatro del mundo a modo de colectiva irrupción de un frenesí liberador. La máscara alivia la tensión contenida, que estalla como una risa desbordada".
Entre las piezas que sobresalen se encuentra la Máscara de Germán List Arzubide (1925-1926), elaborada en terracota; en ella, la risa y la expresión facial hacen inconfundible al personaje. Por otro lado, la Máscara (1948) funge como una amalgama entre la escultura y la máscara: los rasgos del rostro elaborados en alambre de cobre perfilan al personaje en el aire.

## Exposiciones de su obra póstumas
En 1981 de mayo a julio se presentó la primera retrospectiva póstuma de la obra de Germán Cueto en el Museo de Arte Moderno de México. En 1986 participó en una exposición colectiva, “Futurismo & Futurismi”, Palazzo Grassi, Venecia. En 1998, el experto francés Serge Fauchereau comisarió una, exposición colectiva, “Forjar el espacio”, donde dedicó un capítulo especial a la obra de German Cueto, ilustrando la portada con “Tehuana”, obra de Cueto y propiedad del MAM (Museo Arte Moderno de México). Se presentó en tres espacios museísticos: Museo de Arte Moderno de Las Palmas de Gran Canaria, España; IVAM, Valencia, España; Museo de Arte Moderno de Calais, Francia. En 2005, la exposición individual “German Cueto” se mostró de febrero a mayo en Madrid, en el Museo Nacional Centro de Arte Reina Sofia por Serge Fauchereau. En 2006, “Germán Cueto”, Museo de Arte Carrillo Gil en la Ciudad de México por Ester Echeverría y Sylvia Navarrete. En 2010 se inaugura una exposición individual con motivo de la inauguración de la Galería Freijo en Madrid, que edita un catálogo monográfico sobre ciertas obras de German Cueto. En 2024 se presentó una muestra de su obra en el Museo Experimental El Eco curada por Daniel Garza Usabiaga bajo el título Montaje.